# ECHO IV
ECHO IV (ECHO je skraćenica od engleske složenice Electronic Computing Home Operator 
) i ime je za prototip kućnog računala kojeg je razvio Westinghouseov inženjer James (Jim) Sutherland 1966. do 1968. godine. Računalo je radilo u sutherlandovoj kući sve do ECHO IV je bilo postao egzibit u Računarskom muzeju u Bostonu 1984. godine

## Povijest
James (Jim) Sutherland radio je kao procesni inženjer za američku tvrtku Westinghouse, koja je poznata po plinskim turbinama i nuklearnim centralama, i on se zainteresirao za izgradnju kućnog računala nakon što je Westinghouse deklarairala kontrolno sklopovlje računala PRODAC IV viškom. PRODAC IV bio je konstruiran 1959. godine, za kontroliranje industrijskih procesa i bio je izgrađen korištenjem tranzistora a osnovni logički sklop bio je NE sklop, a radna memorija bila je izgrađena od magnetskih jezgri. PRODAC IV bio je zamijenjen za računalo UNIVAC, i pošto se PRODAC IV nije koristio, Jim Sutherland uvjerio je svoga pretpostavljenog da mu pozajmi module da može konstruirati eksperimentalno računalo u podrumu svoje kuće. Nakon dobivenog dopuštenja, Sutherland jepreuzeo logičke module i radnu memoriju i dizajnirao je svoju aritmetičku jedinicu te instrukcije za svoje računalo. Izgradnja je započela 1966 godine., i završena 1968. godine kada se pojavio članak u časopisu Popular Mechanics. Računalo je radilo sve do 1976. godine, kada zbog ne-ekonomičnosti i pojavom boljih računala Jim Sutherland je isključio iz uporabe. Jim Sutherland je 1984. godine poklonio ECHO IV Računarskom muzeju u Bostonu.

## Tehnička svojstva
Mnogi moduli koji su korišteni u računalu ECHO IV došli su kao višak iz sistema PRODAC IV, i to je razlog zašto se koristi broj IV iza ECHO.
- Procesor
  - Tranzistorska izvedba (Tranzistor 2N404) i NOR logički elementi
  - 120 modula
  - 18 naredbi
  - 4 registra
- Takt: 160 kHz
- Glavna memorija:
  - 8196 riječi (magnetska jezgra)
- Dimenzije:
  - Dužina: 7 stopa
  - Visina: 6 stopa
  - Dubina: 18 palaca
- Pohrana podataka
  - 8 kanalna papirna traka
- Učitavanje podataka
  - 8 kanalni čitać papirne trake
- Ulazno izlazne jedinice:
  - Telepisač (ulazno/izlazna jedinica): IBM Selectric
  - kasnije je dobio zaslon u boji

## Aplikacije
- Računovodni program
- Kućni inventar
- Kalendar
- Upravljanje sa svim digitalnim satovima kroz kuću
- Sat u realnom vremenu s kašnjenjem od 1 sekundu
- Upravljanje s klimatizacijom
- Upravljanje televizora i televizijske antene, za vijeme školske godine djeca su trebala točno odgovoriti na pitanje ako bi htjeli gledati televiziju
- Meteorološki program za čitanje i pohranu podataka iz meteorološke stanice koja je bila priključena na ECHO IV i prognozu vremena